# دوري ساموا لكرة القدم 2005
دوري ساموا لكرة القدم 2005 هو موسم من دوري ساموا لكرة القدم. فاز فيه Strickland Brothers Lepea ‏.